# 洛恩·卡尔-哈里斯
洛恩·卡尔-哈里斯（英語：Lorne Carr-Harris，1899年12月15日—1981年4月7日），英国男子冰球运动员，场上位置是守门员。他曾代表英国国家队参加1924年冬季奥林匹克运动会冰球比赛，获得一枚铜牌。